# Нижнее Ладво
Нижнее Ладво — озеро на территории Костомукшского городского округа Республики Карелии.

## Общие сведения
Площадь озера — 1,3 км², площадь водосборного бассейна — 26 км². Располагается на высоте 224 метров над уровнем моря.
Форма озера лопастная, продолговатая: оно вытянуто с севера на юг. Берега каменисто-песчаные, местами заболоченные.
Через озеро протекает река Ладво, втекающая с правого берега в реку Пирту, которая, в свою очередь, впадает в реку Вуокинйоки. Последняя впадает в реку Судно, которая впадает в озеро Верхнее Куйто.
На берегу озера располагается нежилая деревня Ладвозеро.
Озеро расположено в 3,5 км от Российско-финляндской границы.
Код объекта в государственном водном реестре — 02020000811102000004180.